# 2065
Cette page concerne l'année 2065  du calendrier grégorien.
L'année 2065 est une année commune qui commence un jeudi.
C'est la 2065e année de notre ère, la 65e année du IIIe millénaire et du XXIe siècle et la 6e année de la décennie 2060-2069.

## Autres calendriers
- Calendrier berbère : 3014 / 3015
- Calendrier hébraïque : 5825 / 5826
- Calendrier indien : 1986 / 1987
- Calendrier musulman : 1485 / 1486
- Calendrier persan : 1443 / 1444

## Événements prévisibles
- 11 novembre : transit de Mercure (10e de ce siècle).
- 22 novembre : transit de Vénus devant Jupiter. Première occultation d'une planète par une autre (vue de la Terre) depuis le 3 janvier 1818, qui était aussi une occultation de Jupiter par Vénus.